# Puccinia harryana
Puccinia harryana ist eine Ständerpilzart aus der Ordnung der Rostpilze (Pucciniales). Der Pilz ist ein Endoparasit des Süßgrases Stipa pappiformis. Symptome des Befalls durch die Art sind Rostflecken und Pusteln auf den Blattoberflächen der Wirtspflanzen. Sie ist ein Endemit Chinas.

## Merkmale

### Makroskopische Merkmale
Puccinia harryana ist mit bloßem Auge nur anhand der auf der Oberfläche des Wirtes hervortretenden Sporenlager zu erkennen. Sie wachsen in Nestern, die als gelbliche bis braune Flecken und Pusteln auf den Blattoberflächen erscheinen.

### Mikroskopische Merkmale
Das Myzel von Puccinia harryana wächst wie bei allen Puccinia-Arten interzellulär und bildet Saugfäden, die in das Speichergewebe des Wirtes wachsen. Aecien oder Spermogonien der Art sind nicht bekannt. Die zimtbraunen Uredien des Pilzes wachsen oberseitig auf den Wirtsblättern. Ihre goldenen bis fast zimtbraunen Uredosporen sind 30–36 × 27–31 µm groß, kugelig bis breit eiförmig und fein stachelwarzig. Die blattoberseitig wachsenden Telien der Art sind schwarzbraun, kompakt und früh offenliegend. Die hell haselnussbraunen Teliosporen sind zweizellig, in der Regel spindelförmig-ellipsoid bis ellipsoid, an der Spitze gezipfelt und 50–70 × 20–26 µm groß. Ihre Stiele sind farblos und bis zu 100 µm lang.

## Verbreitung
Das bekannte Verbreitungsgebiet von Puccinia harryana umfasst lediglich das chinesische Sichuan.

## Ökologie
Die Wirtspflanze von Puccinia harryana ist Stipa pappiformis. Der Pilz ernährt sich von den im Speichergewebe der Pflanzen vorhandenen Nährstoffen, seine Sporenlager brechen später durch die Blattoberfläche und setzen Sporen frei. Die Art verfügt über einen Entwicklungszyklus, von dem bislang lediglich Telien und Uredien sowie deren Wirt bekannt sind; Spermogonien und Aecien konnten dem Pilz nicht zugeordnet werden.